# Un baúl lleno de miedo
Un baúl lleno de miedo es una película de comedia mexicana dirigida por Joaquín Bissner, escrita por Danilo Cuéllar y producida por Roberto Gómez Bolaños.  Estrenada en 1997, es protagonizada por Diana Bracho y Julián Pastor.

## Argumento
Esteban Estévez, escritor de novelas de misterio, debe terminar su nuevo trabajo, por lo que, en busca de inspiración, se muda a una cabaña aislada en el bosque con su esposa, Cristina, y su secretario, Federico. Secretamente, Federico había estado alquilando la cabaña a una misteriosa mujer a la que él le insta a abandonar la casa antes de que lleguen Esteban y Cristina. Mientras se va, la mujer decide mantener una cosa incómoda dentro de la casa: un baúl que contiene un cadáver.

## Reparto
- Diana Bracho como Cristina de Estévez.
- Julián Pastor como Esteban Estévez.
- Carlos Espejel como Federico.
- Patricia Llaca como Laura Toledo.
- Maya Mishalska como Emilia.
- Miguel Ángel Fuentes como El Vampiro Negro.
- Arturo Amor como Muerto.

## Producción
Diana Bracho hizo la película dos años después de haber hecho Entre Pancho Villa y una mujer desnuda.
En su autobiografía Sin querer queriendo, Roberto Gómez Bolaños afirmó que la película sufrió de una «paupérrima promoción», por lo que «no alcanzó el éxito esperado», con Gómez Bolaños afirmando que lo mismo había sucedido con la anterior película que produjo, ¡Que vivan los muertos!.